# Допълнително пенсионно осигуряване
Допълнителното пенсионно осигуряване е подотрасъл на финансовите услуги в Статистическата класификация на икономическите дейности за Европейската общност.
Той обхваща дейността на пенсионни фондове, осигуряващи срочна или пожизнена пенсия извън обхвата на задължителното държавно обществено осигуряване.
Към 2023 година в България фондовете за допълнително пенсионно осигуряване управляват активи на стойност 23,0 милиарда лева.